# Sybil Arundale

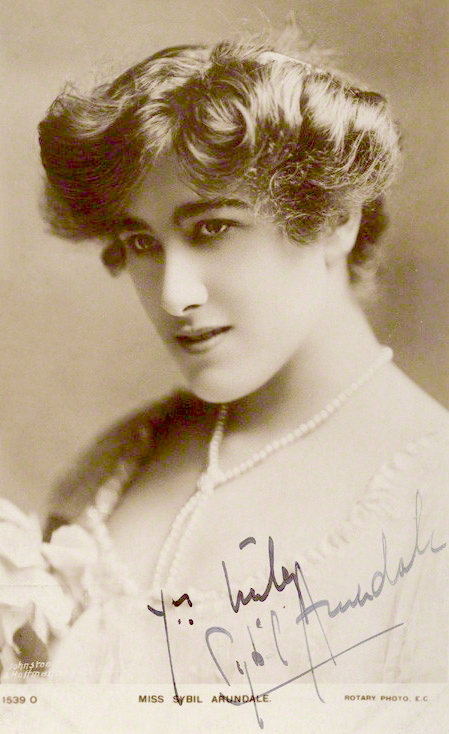
Sybil Arundale

Sybil Arundale (Londres, 20 de junho de 1879 – Londres, 5 de setembro de 1965) foi uma atriz de teatro e cinema britânica. Ela nasceu Sybil Kelly.

## Filmografia selecionada
- Tom Jones (1917)
- God and the Man (1918)
- The Chinese Puzzle (1919)
- Loose Ends (1930)
- Girls, Please! (1934)